# ダヤク族

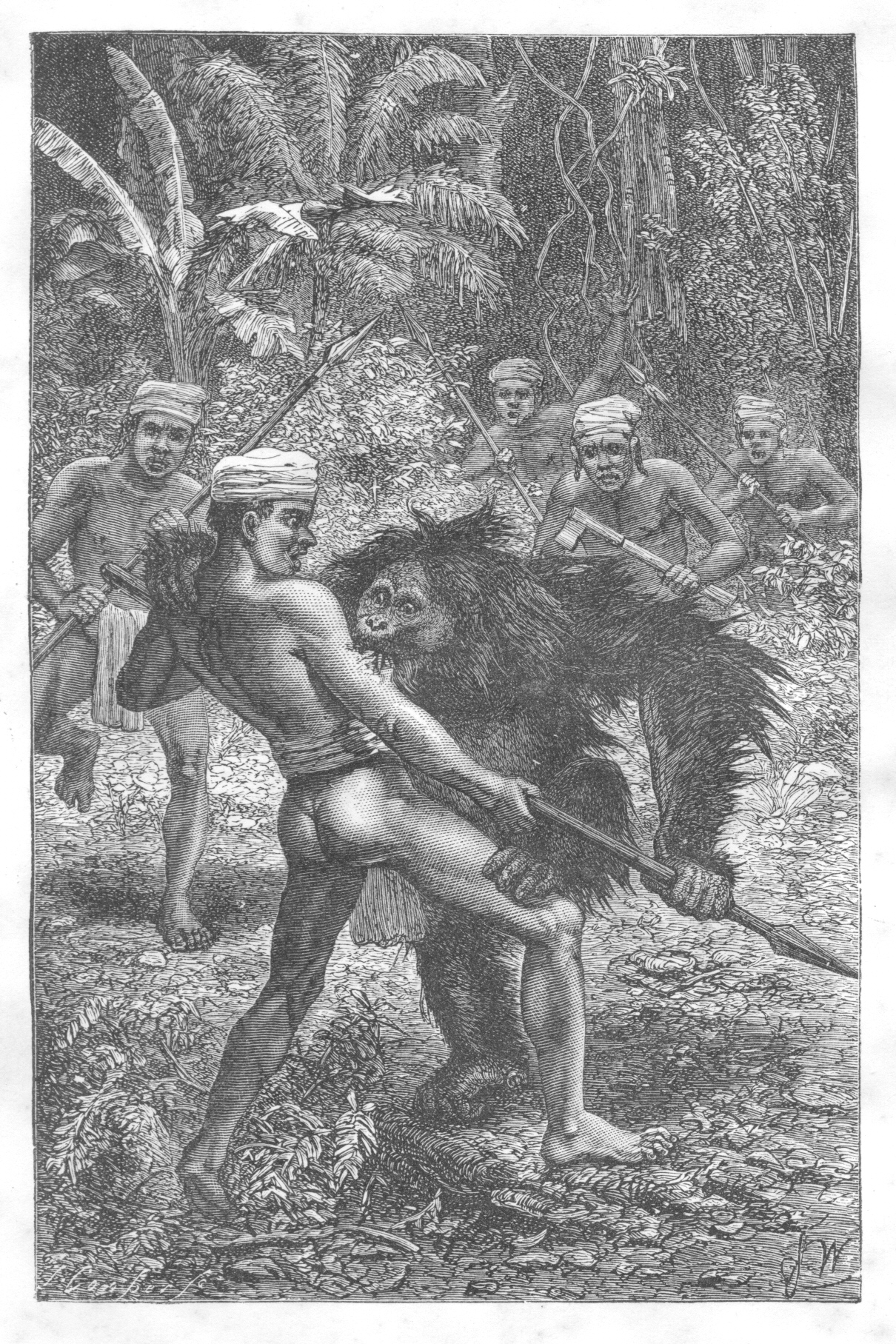
オランウータンと戦うダヤク族の兵（ジョセフ・ウルフ画）

ダヤク族（ダヤクぞく、DayakまたはDyak）は、ボルネオ島に居住するプロト・マレー系先住民のうち、イスラム教徒でもマレー人でもない人々の総称である。
「ダヤク」の語源には「田舎者」「粗野な人」を表す侮蔑語であるという説や、「内陸の人びと」「上流の人びと」を表す現地語という説がある。
関連民族毎に細分化され、カヤン・ダヤク、クニャー・ダヤク、ヌガジュ・ダヤク、海ダヤク、陸ダヤクなどと複合名称として用いられることが多い。日本ではイバン族を指してダヤクと呼称するのが一般的である。これらの民族の文化的類縁関係はフィリピン諸族、中央カリマンタン諸族、西ボルネオ諸族の三群に大別される。

## ダヤク族の類型
ダヤク族は創造神話や二元論的な世界観を共有し、首狩り、アニミズム信仰、葬制など共通した儀礼を有している。森林を中心として生活する彼らは、その生業を狩猟採集を主とするグループと、焼畑農業を主とする2つのグループに分けられる。また、焼畑を生業とするグループは、その社会構造や言語・文化からいくつかのサブグループに分けることができる。

### プナン系狩猟採集民
ボルネオ島の内陸部に居住する狩猟採集民族は総じてプナン(Punan)族と呼ばれ、近接する焼畑民であるカヤン(Kayan)族やケニァ(Kenyah)族と言語・身体的に関連がある。プナン族のうち、サラワク州に移住した人びとはペナン(Penan)と呼ばれる。また、東カリマンタン州にはバサップ(Basap)、中カリマンタン州にはオット(Ot)と呼ばれるプナン系狩猟採集民族がいる。

### カヤン・ケニァ系諸族
カヤン族はボルネオ島中央部、カヤン川上流のアポ・カヤン高原に起源を持つ民族で、人口の増加により19世紀以降にサラワク州など各地に移住した。東カリマンタン州のマハカム川流域に移住した人びとはバハウ(Bahau)およびブサン(Busang)と呼ばれる。
焼畑農耕、採集、漁撈などを営み、重い耳飾による耳たぶの変容に特徴を持つ。世襲制の首長と貴族に統治された双系の階級社会を持つ。
カヤン族の移動後、入り替わりにアポ・カヤン地域に入ったのがケニァ族である。
東カリマンタン州のイワン川に起源を持つ民族で、
カヤン族とケニァ族はロングハウスに住むなどの文化的な近縁性はあるものの、カヤン族が単質的なのに対し、ケニァ族はバダン族やレポ・タウ族など多くの下位集団が存在し、言語も多様である。ケニァ族は第二次世界大戦後にアポ・カヤン地域地域からカヤン川下流域などに移住した。
アニミズム信仰を持ち、1940年代に独自の宗教であるブンガン教を興した。

### イバン系諸族
ボルネオ島西部の焼畑民であるイバン(Iban)族は海ダヤク(Sea Dayak)とも呼ばれる。
カプアス川中流域を起源に持ち、サラワク州に約50万人、東カリマンタン州に約50万人が居住している。ツアクと呼ばれるもち米、タピオカ、トウモロコシなどを原料とした酒を製造することで知られる。平等主義的で階級制度を持たず、少人数の直系家族集団を形成して生活を送る。アニミズム信仰に伴う首狩りを頻繁に実施していたが、近年は他宗教への改宗が見られる。
イバン族と文化的に近い関係にある民族に西カリマンタンのカントゥ(Kantu')などがある。文化的な近縁性はあるが、マレー語を話す人びとはマレー系ダヤク(Malayic Dayak)と呼ばれる。
また、ボルネオ島西部でイバン族と言語・文化的に異なる民族に陸ダヤク(Land Dayak)とも呼ばれるビダユ(Bidayuh)族がいる。
ビダユ族はサラワク州最南端のインドネシア国境に近い丘陵地帯に居住する。首狩りの風習を持ち、敵の首級を保存するための首堂が建築されるなどしていた。近年は狩猟や採集だけの生活ではなく、都心へ働きに出る者などもいる。

### バリトー系諸族
ボルネオ島南部のバリトー川流域に居住するガジュ(Ngaju)族は中カリマンタン州の多数派を形成する民族である。カハヤン川地域で話されるガジュ方言は、中カリマンタン州の共通言語となっている。社会階層は貴族・平民・奴隷層に分かれているが、カヤン・ケニァ系諸族に比べればかなり緩やかである。類似する民族に中カリマンタン州のオット・ダヌム(Ot Danum)、東カリマンタン州のルアガン(Luangan)などがある。

### ドゥスン系諸族
サバ州東部で焼畑農業を営むダヤク族はドゥスン(Dusun)と呼ばれ、言語的にはフィリピン人に近い関係がある。下位集団としてカダザン(Kadazan)やルグス(Rungus)などがある。社会文化的には多様だが、平等主義で威信を重視する共通点がある。

## 画像

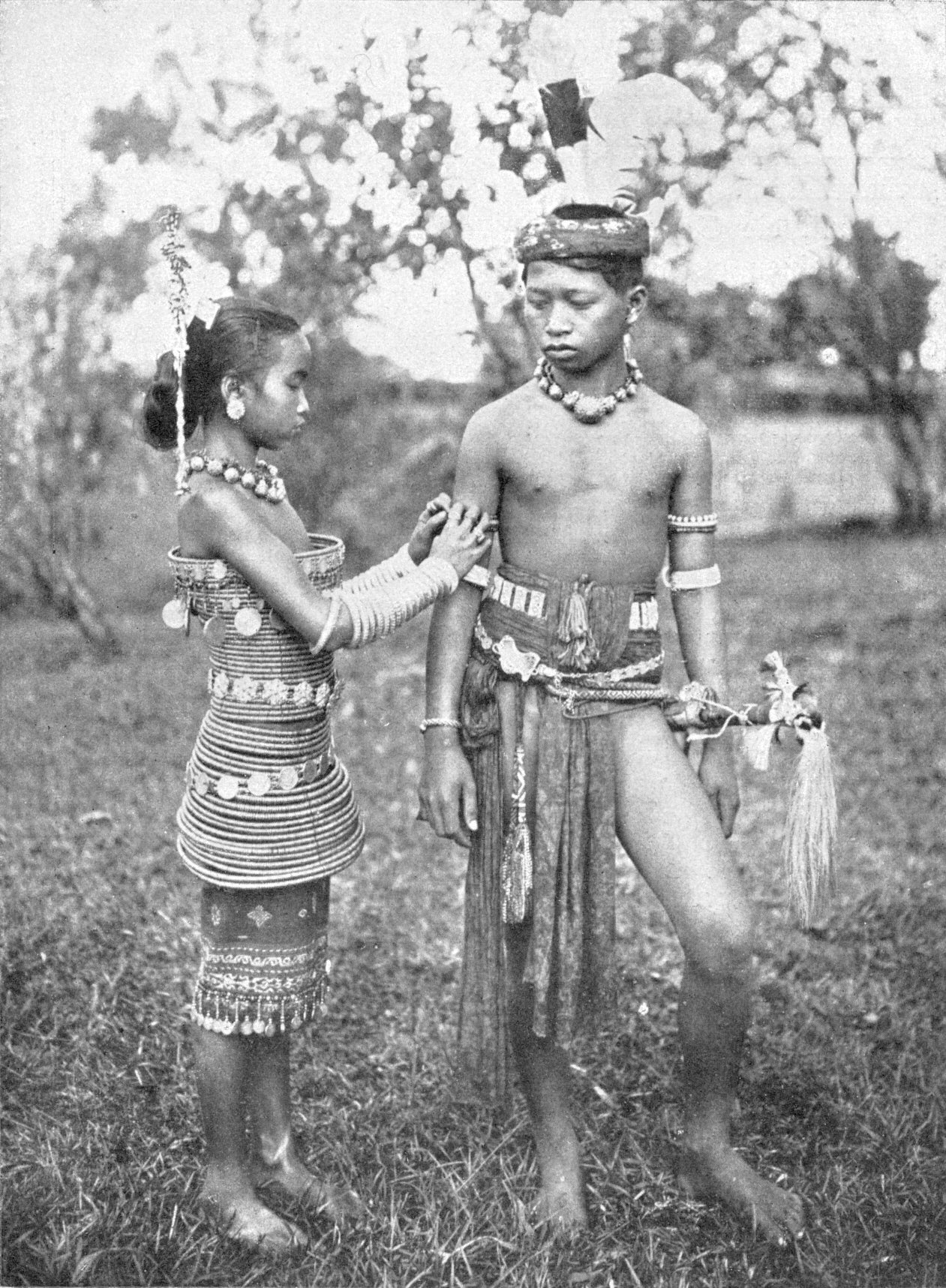
海ダヤク族の男女（1920年代撮影）
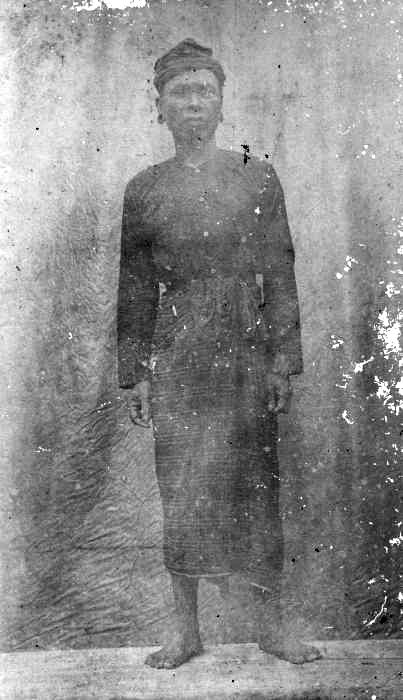
ダヤク族の戦士
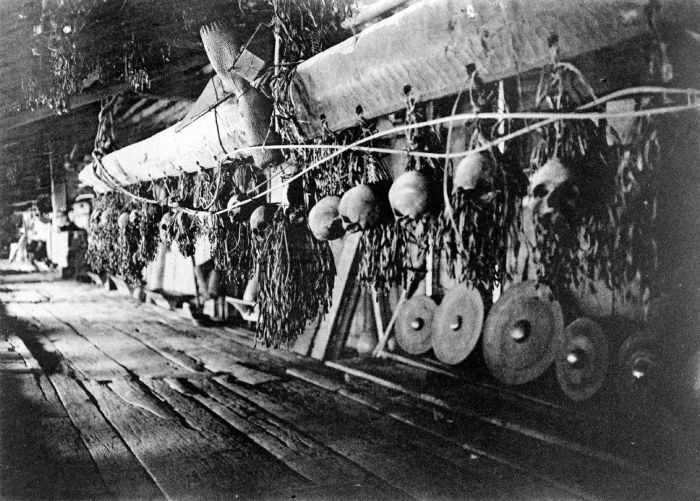
陸ダヤクの、首狩りの成果を保存した首堂
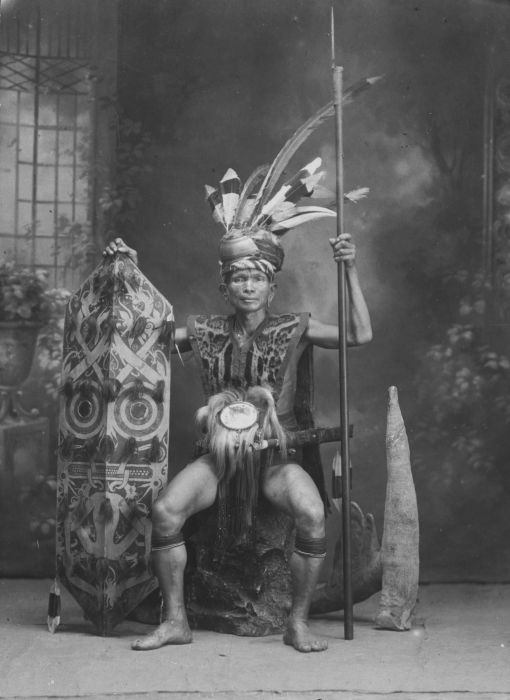
ダヤクの首長
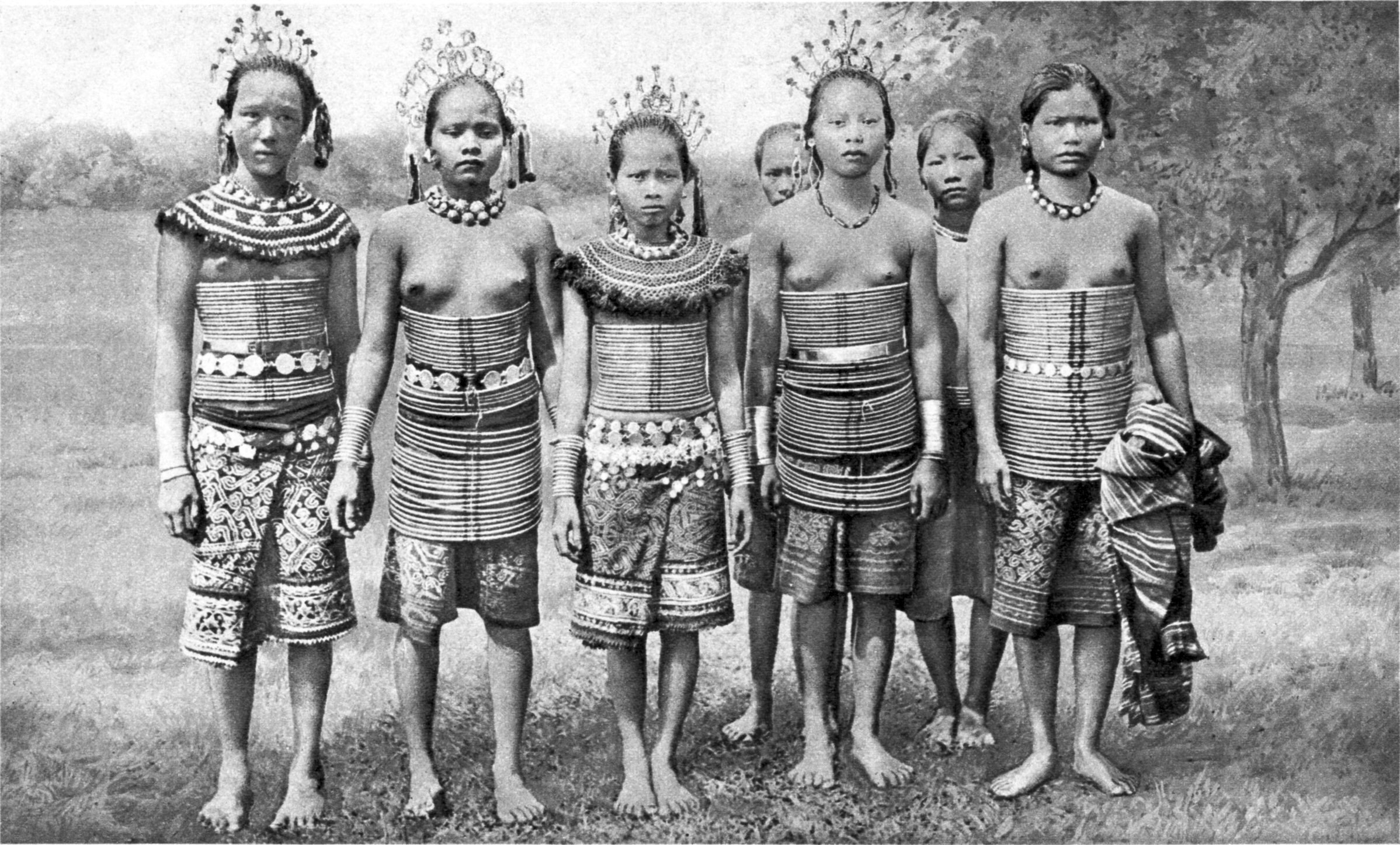
海ダヤクの女性たち。彼女たちの胴には、籐製の腹巻と、真鍮製の輪を付けたベルトが付けられている。真鍮製の輪の数は、彼女たちの家の富を表している。
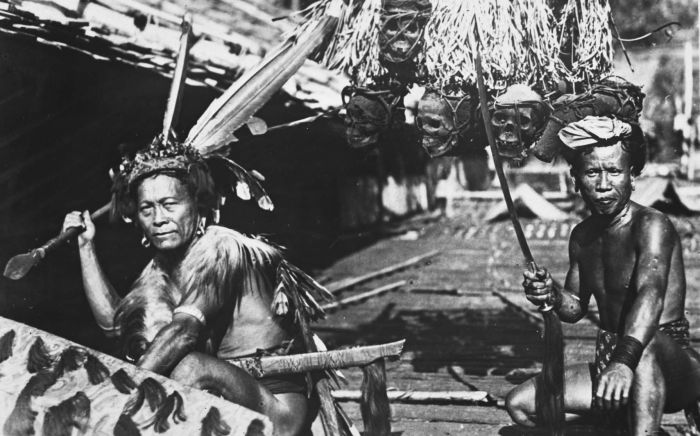
首狩りを行うダヤクの戦士